# Crkva sv. Ane na Brgatu
Crkva sv. Ane na Brgatu Gornjem sagrađena je 1914. godine.
Tijekom Domovinskog rata Brgat je gađan od strane srpsko-crnogorskog agresora iz mjesta Ivanica. Ni crkva nije pošteđena, pa je tako 1. listopada 1991. godine u potpunosti uništena.
Uz pomoć Vlade Republike Hrvatske, Dubrovačke biskupije i mnogih donatora crkva je obnovljena 1998. godine.